# ووادیسواف نخربتسکی
ووادیسواف نخربتسکی (لهستانی: Władysław Nehrebecki؛ تلفظ لهستانی: [vwaˈdɨswaf]؛ ۱۴ ژوئن ۱۹۲۳ – ۲۸ دسامبر ۱۹۷۸) کارگردان فیلم و پویانما اهل لهستان بود.
از فیلم‌ها یا مجموعه‌های تلویزیونی که وی در آن‌ها نقش داشته است می‌توان به بولک و لولک اشاره نمود.